# Dirk Van Damme

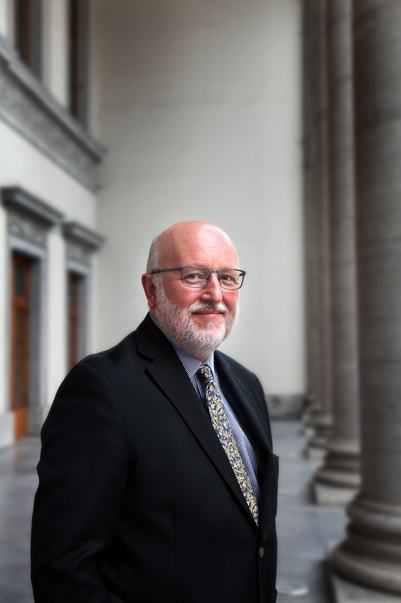
Dirk Van Damme (2017)

Dirk Van Damme (Gent, 2 mei 1956) is een Belgisch pedagoog.

## Levensloop
Dirk Van Damme studeerde vanaf 1974 pedagogische wetenschappen aan de Rijksuniversiteit Gent en promoveerde er in 1989 tot doctor in de psychologische en pedagogische wetenschappen. In 1996 werd hij er docent en in 2004 hoofddocent en sinds 2008 is hij er gastdocent. Daarnaast had hij ook een lesopdracht aan de Vrije Universiteit van Brussel van 2001 tot 2008 en was hij in diezelfde periode gastprofessor aan de Seton Hall-universiteit in de Verenigde Staten.
Van 2000 tot 2003 was hij adviseur van de Vlaamse Gemeenschap inzake onderwijs en algemeen directeur van de Vlaamse Interuniversitaire Raad tot hij in 2003 gedelegeerd bestuurder van het Gemeenschapsonderwijs (later Go! onderwijs van de Vlaamse Gemeenschap) werd. Raymonda Verdyck volgde hem in 2009 in deze functie op.
Van 2004 tot 2008 was Van Damme kabinetschef van de Vlaams minister van Onderwijs Frank Vandenbroucke (sp.a).
Hij was van 2008 tot mei 2021 diensthoofd van het Centre for Educational Research and Innovation (CERI) van de Organisatie voor Economische Samenwerking en Ontwikkeling (OESO). Sinds juni 2021 is hij onderzoekshoofd van het Center for Curriculum Redesign, een onderwijsspin-off van de Harvard-universiteit in de Verenigde Staten.
In december 2022 werd Van Damme door de Vlaamse regering aangeduid om een Commissie van Wijzen te leiden. De Commissie zal zich onder meer buigen over een modern school- en personeelsbeleid en het lerarentekort.
- Digitale Bibliotheek voor de Nederlandse Letteren: damm042
- Gemeinsame Normdatei: 17049103X
- International Standard Name Identifier: 0000 0001 0798 4645
- Library of Congress Control Number: n82148764
- Nationale Bibliotheek van Israël: 987007383918005171
- Nederlandse Thesaurus van Auteursnamen: 067524869
- Réseau des bibliothèques de Suisse occidentale: 02-A012358008
- Virtual International Authority File: 28427500
- WorldCat: E39PBJkMKHRQX4CPCJtDrYrcyd